# Bandamanna saga
La Bandamanna saga (che in italiano significa Saga dei confederati) è una saga scritta in norreno intorno al XIII-XIV secolo; è classificata come saga degli Islandesi. L'editore moderno della Bandamanna saga la cui versione è presa convenzionalmente come standard è l'Íslenzk Fornrít. È l'unica saga che si svolge esclusivamente dopo la grande diffusione del Cristianesimo nell'anno 1000.

## Storia
La saga comincia con l'amicizia tra Oddr Ófeigsson (figlio di Ofeig) e Óspakr Glúmsson (figlio di Glum). Oddr se ne va dalla propria casa per diventare un ricco mercante e proprietario terriero. Ospakr chiede ad Oddr di vivere insieme a lui nella sua casa a Mel in Miðfjörður. Oddr nonostante sia a conoscenza del carattere difficile di Ospakr e della sua notorietà accetta la sua offerta. Le cose vanno al meglio fino a quando Oddr decide di fare un viaggio commerciale, convincendo l'amico a diventare suo assistente. Ospakr nel frattempo, corteggia una donna nobile di nome Svala, la quale si trasferisce da lei dopo una discussione intensa con l'amico Oddr riguardo al suo ruolo nell'amministrazione.
Nonostante Ospakr se ne sia andato, le cose stavano andando bene fino a quando il bestiame di Oddr sparì. Váli, cresciuto dal padre di Oddr che vive insieme a Oddr, promette di indagare su Ospakr sulla scomparsa del bestiame. Váli e Oddr si dirigono alla casa di Ospakr per discutere riguardo alla scomparsa del proprio bestiame, ma misteriosamente Váli viene ucciso. Oddr tenta di portare in giudizio Ospakr, al Þingvellir (parlamento norreno), ma fallisce la causa.
Nella via di ritorno a casa, Oddr distrutto e deluso incontra Ofeig suo padre, che gli promise di occuparsi del suo caso. Ofeig fa un accordo con i giurati, a patto di condannare Ospakr, corrompendoli con il denaro. La corruzione viene subito sospettata da Thorarin (padre della moglie di Ospakr) e da Styrmir (amico di Ospakr). I due formarono una banda formata da sei uomini, noti come gli uomini fasciati (bandamönnum), che giurarono di portare Oddr a corte, sperando di multarlo per la presunta corruzione del padre.
Il resto del racconto, mette in primo piano l'astuzia e l'inganno di Ofeig, nel gestire il caso e il suo esito. Con la sua abile dote Ofeig riesce a convincere facilmente due dei sei uomini che cospirano contro Oddr, promettendogli ad uno di loro che Oddr avrebbe sposato una delle loro figlie. Con la scusa che Oddr se ne era andato via, li manipola al punto di non fargli ricevere alcun denaro. Entrambi concordano con Ofeig, che riesce a convincere il tribunale che dovrebbero essere due dei sei giurati a decidere l'esito del caso e la pena da scontare. Come precedentemente concordato da Ofeig e i due uomini, lo accusano di una multa insignificante. In questo modo i due non infrangono i propri giuramenti e in cambio ricevano la tanto bramata ricompensa. La vicenda si conclude con Oddr riconciliato con suo padre, ed inoltre si sposa con la figlia di un giurato, rispettando l'accordo.